# Mirã Barã-i Chobim
Mirã Barã-i Chobim (em persa médio: Mihran Bahram-i Chubin) era um nobre iraniano da Casa de Mirranes. Era filho de Barã Chobim, o famoso aspabades do Império Sassânida e brevemente xainxá. Mirã, com a ajuda de tribos árabes cristãs, lutou contra os árabes muçulmanos em Aim Atamir. No entanto, foi derrotado. O que aconteceu com ele depois é desconhecido; no entanto, sabe-se que teve um filho chamado Siauascis, que caiu para os árabes em 651 em Rei.